# Miss Grand Paraguay
Miss Grand Paraguay es un concurso de belleza nacional en Paraguay. Se encarga de seleccionar a la representante del país para el concurso Miss Grand Internacional.
La actual Miss Grand Paraguay es Sharon Capó de Amambay, quien fue coronada el 8 de febrero de 2024. Representó al país en Miss Grand Internacional 2024, donde terminó en el Top 20 de cuartofinalistas.

## Antecedentes

### Historia
Paraguay hizo su debut en Miss Grand Internacional en 2013, con la representación de una modelo asuncena, Sendy Cáceres, seguida de Giselle Sotomayor en 2014, pero ambas terminaron sin ubicación. Después de que el país no tuviera licenciatario en 2015, Gabriel Román de MGM Productions, la empresa organizadora de Asunción, adquirió la franquicia al año siguiente y posteriormente nombró a Cindy Nordmann Arias para representar al país en Miss Grand Internacional 2016, celebrada en Las Vegas de los Estados Unidos, donde también quedó sin lugar.
Bajo la dirección de MGM Producciones, el primer concurso de Miss Grand Paraguay finalmente se llevó a cabo en 2017, con 16 finalistas nacionales que fueron seleccionadas por varios licenciatarios locales, así como por el organizador del evento. Su evento final de coronación fue transmitido por La Tele, en el que Lía Duarte Ashmore de Guairá ganó el título principal, además se ubicó entre las 20 finalistas luego de participar en la 5.ª edición de Miss Grand Internacional en Vietnam. Desde entonces, el certamen se ha realizado anualmente para determinar los representantes de los países para un concurso internacional de este tipo.
El certamen, originalmente programado para el 15 de marzo, fue cancelado por primera vez en 2020, como resultado del aumento de casos positivos de la variante delta del SARS-CoV-2 en Paraguay. La organización decidió designar a Daisy Lezcano de Isla Pucú, una de las candidatas del certamen, para participar en el escenario internacional. Mientras tanto, el resto de las candidatas va a competir en la edición de 2021.
En 2022, Kendal Hirschfeld, también conocida como La Comadre en las redes sociales, se convirtió en la primera transgénero abiertamente en competir por el título de Miss Grand Paraguay.

## Ganadoras
| 2013 | Sendy Marisol Cáceres     | Asunción                                  | 24 |                         | [ 18 ] |   |   |   |
| 2014 | Gissella Sotomayor        | Itapúa                                    | 20 | [ 19 ]                  |        |   |   |   |
| 2015 | —                         | —                                         | —  | —                       | —      | — | — | — |
| 2016 | Cindy Nordmann Arias      | Encarnación                               | 20 |                         | [ 20 ] |   |   |   |
| 2017 | Lia Duarte Ashmore        | Guairá                                    | 22 | 29 de julio de 2017     | [ 21 ] |   |   |   |
| 2018 | María Clara Sosa Perdomo  | Asunción                                  | 24 | 9 de junio de 2018      | [ 22 ] |   |   |   |
| 2019 | Milena Rodríguez Coronel  | Itapúa                                    | 20 | 24 de febrero de 2019   | [ 23 ] |   |   |   |
| 2020 | Daisy Diana Lezcano Rojas | Isla Pucú                                 | 27 | 22 de diciembre de 2020 | [ 24 ] |   |   |   |
| 2021 | Jimena Sosa               | Colonias Unidas                           | 21 | 3 de julio de 2021      | [ 25 ] |   |   |   |
| 2022 | Agatha León               | Ciudad del Este                           | 20 | 7 de mayo de 2022       | [ 26 ] |   |   |   |
| 2023 | Maelia Salcines           | Comunidad de paraguayos en Estados Unidos | 28 | 2 de abril de 2023      | [ 27 ] |   |   |   |
| 2024 | Sharon Capó               | Amambay                                   | 23 | 8 de febrero de 2024    | [ 28 ] |   |   |   |

### Finalistas
| Año  | Vice Miss Grand Paraguay           | Primera finalista                       | Segunda finalista                                 | Tercera finalista               |
| ---- | ---------------------------------- | --------------------------------------- | ------------------------------------------------- | ------------------------------- |
| 2023 | San Lorenzo Sol Pérez              | Asunción Thiara Zorrilla                | Luque Sindy Riquelme                              | Fernando de la Mora Tamara Vera |
| 2022 | Asunción Nayeli Portillo           | Fernando de la Mora Ailin Adorno        | Luque Milena Montania                             | Minga Guazú Lorena Román        |
| 2021 | Presidente Franco Lorena Rodríguez | San Pedro Liz Valdovinos                | Comunidad de paraguayos en España Elicena Andrada | Concepción Angélica Peña        |
| 2019 | Nueva Italia Luján Mendoza         | Mariano Roque Alonso Clara Berni Prette | Caaguazú Venus Calvo                              | Ciudad del Este Silvana Duarte  |
| 2018 | Paraguarí Irene Camacho            | Areguá Vanessa Ramírez                  | Ciudad del Este Tamara Carvallo                   | Misiones Bianca Antonelli       |
| 2017 | Alto Paraná Solange Méndez         | Asunción Alejandra Amarilla             | Itapúa Yenifer Sauer                              | Cordillera Jessica Acosta       |

## Representación por año

### Miss Grand Internacional
: Declarada como ganadora
     : Terminó como finalista
     : Terminó como una de las semifinalistas o cuartofinalistas
     : Terminó como ganadora de premios especiales
| Año  | Departamento                              | Miss Grand Paraguay           | Posición                      | Premios especiales |             |
| ---- | ----------------------------------------- | ----------------------------- | ----------------------------- | --- | ----------- |
| 2024 | Amambay                                   | Sharon Capó                   | Top 20                        | - Pre-Arrival (ganadora) - Country's Power of the Year (Top 16) - Mejor en Traje de Baño (Top 20)                                                       |             |
| 2023 | Comunidad de paraguayos en Estados Unidos | Maelia Salcines               | No clasificó                  | - Miss Popular Vote (Top 5) - Country's Power of the Year (Top 20) - 𝗕𝗲𝘀𝘁 𝗜𝗻 𝗔́𝗼 𝗱𝗮̀𝗶 (Vietnam National Costume) (Top 15) - Mejor Traje Nacional (Top 10) |             |
| 2022 | Ciudad del Este                           | Agatha León                   | Top 20                        | - Pre-Arrival (Top 10) - Mejor en Traje de Baño (Top 20) - Country's Power of the Year (Top 10)                                                         |             |
| 2021 | Colonias Unidas                           | Jimena Sosa                   | No clasificó                  | - Evento de Premios de Lotería - Mejor en Traje de Baño (Top 10) - Mejor Traje Nacional (Top 10)                                                        |             |
| 2020 | Isla Pucú                                 | Daisy Lezcano                 | No clasificó                  | - How to eat Thai food in 2 minute - How to get to know you in 1 minute (Top 25) - Mejor en Traje de Baño (Top 10) - Pre-Arrival (Top 10)               |             |
| 2019 | Itapúa                                    | Milena Rodríguez              | Top 21                        | - Desfile de Modas de las Coronas Históricas de George Wittels - Pre-Arrival - Mejor Traje Nacional (Top 10)                                            |             |
| 2018 | Asunción                                  | María Clara Sosa Perdomo      | Miss Grand Internacional 2018 | - Hottest Contestants for Preliminary - Pre-Arrival - Mejor Traje Nacional (Top 12)                                                                     |             |
| 2017 | Guairá                                    | Lia Duarte Ashmore            | Top 20                        | - Mejor en Redes Sociales - On Arrival - Mejor en Traje de Baño (Top 11) - Mejor Traje Nacional (Top 10)                                                |             |
| 2016 | Encarnación                               | Cindy Macarena Nordmann Arias | No clasificó                  | - Mejor Silueta (Top 10) - Mejor Traje Típico (Top 10)                                                                                                  |             |
| 2015 | No compitió                               | No compitió                   | No compitió                   | No compitió | No compitió |
| 2014 | Itapúa                                    | Giselle Sotomayor             | No clasificó                  | |             |
| 2013 | Asunción                                  | Sendy Marisol Cáceres         | No clasificó                  | |             |

### Miss Supranacional
Colores clave
- : Declarada como ganadora
- : Terminó como finalista
- : Terminó como una de las semifinalistas o cuartofinalistas
- : Terminó como ganadora de premios especiales

| Año  | Departamento/Ciudad | Miss Supranacional Paraguay     | Posición                | Premios especiales                                                         |
| ---- | ------------------- | ------------------------------- | ----------------------- | -------------------------------------------------------------------------- |
| 2009 | No compitió         | No compitió                     | No compitió             | No compitió                                                                |
| 2010 | Distrito Capital    | Alexandra Helena Fretes Galeano | No clasificó            |                                                                            |
| 2011 | No compitió         | No compitió                     | No compitió             | No compitió                                                                |
| 2012 | No compitió         | No compitió                     | No compitió             | No compitió                                                                |
| 2013 | No compitió         | No compitió                     | No compitió             | No compitió                                                                |
| 2014 | No compitió         | No compitió                     | No compitió             | No compitió                                                                |
| 2015 | Distrito Capital    | Stephanía Sofía Vázquez Stegman | Miss Supranacional 2015 | - Mejor Traje Típico (Top 10) - Top Model (Top 10) - Mejor Cuerpo (Top 10) |
| 2016 | Central             | Viviana Florentín               | Top 25                  |                                                                            |
| 2017 | Cordillera          | Azul Santacruz                  | No clasificó            |                                                                            |
| 2018 | Distrito Capital    | Ana Paula Céspedes Rivet        | No clasificó            |                                                                            |
| 2019 | Central             | Noelia Katherine Masi Zárate    | No clasificó            |                                                                            |
| 2021 | Distrito Capital    | Paloma del Puerto Araujo        | No clasificó            |                                                                            |
| 2022 | Alto Paraná         | Violeta Van Humbeck             | No clasificó            |                                                                            |
| 2023 | Guairá              | Fabiola Martínez                | No clasificó            | - Miss Supra Influencer (Top 7) - Miss Talento (Top 29)                    |